# 三谷統一郎
三谷 統一郎（みたに とういちろう、1956年 - ）、は日本の登山家。1978年明治大学農学部卒。

## 概要
1978年明治大学農学部卒業。卒業後は明治大学山岳部OB会である炉辺会、高松勤労者山の会に所属。三井生命に勤務の傍らヒマラヤ登山に挑戦し続け、8000m峰6座に登頂。

## 経歴
- 1956年 - 生まれる。
- 1978年 - 明治大学農学部卒業。
- 1982年10月17日 - ダウラギリ[北東稜](8,167m/ネパール)登頂。(田中淳一,山田昇,小松幸三,斉藤安平,三谷統一郎他1名)
- 1984年5月20日 - カンチェンジュンガ(8,586m/ネパール)登頂。南峰、中央峰、主峰の縦走。(尾崎隆,和田誠志,三谷統一郎)
- 1985年10月3日 - チョ・オユー[西北西稜](8,201m/チベット)登頂。日本人初登頂。(中西紀夫,北村貢,三谷統一郎)
- 1988年 - チョモランマ・サガルマータ三国合同交差縦走隊の第二次縦走隊員に選抜されるが、一次隊（山田昇ら3人）の成功をもってプロジェクトの完了と見做した中国側が終了を宣言。二次隊員の登山活動の中止命令を出したため登頂はならなかった。
- 1989年10月13日 - エベレスト[南東稜](8,848m/ネパール)登頂。(山本篤,大西宏,三谷統一郎)
- 1992年10月30日 - ナムチャバルワ(未踏峰/7,782m/チベット)初登頂。(山本篤,青田浩,山本一夫,佐藤正倫,三谷統一郎)
- 1997年10月8日 - マナスル[北東稜](8,163m/ネパール)登頂。(山本篤,高橋和弘,加藤慶信,三谷統一郎他3名)
- 2002年10月3日 - ローツェ[西壁](8,516m/ネパール)登頂。日本人初登頂。(高橋和弘,加藤慶信,天野和明,森章一,三谷統一郎等1名)
- 2007年8月22日 - ムスターグアタ(7,546m/チベット)登頂。(平井竹幸,三谷統一郎)[1]
- 2011年6月6日 - マッキンリー(6,190m/アメリカ)登頂。(明治大学マッキンリー登山隊2011:三谷統一郎,三戸呂拓也他5名)[2]

## 出演
- 西日本放送「情報てんこもりラジオでDON」2003年月7日[3]
- 西日本放送「情報てんこもりラジオでDON」2003年6月17日[4]

## 著書
- 高松勤労者山の会著「改訂版 香川県の山」(2010/03/15,山と渓谷社) ISBN 978-4635023863

## 関連書籍
- 長尾三郎『マッキンリーに死す―植村直己の栄光と修羅』1986年、講談社。ISBN 978-4062025829 (1989年、講談社文庫。ISBN 978-4061844384）